# Chichén Itzá
Chichén Itzá (do iucateque: Chi'ch'èen Ìitsha) Pronúncia original em Yucatec Mayaⓘ foi uma grande cidade pré-colombiana construída pela civilização maia no final do período clássico. O sítio arqueológico está localizado no município de Tinum, no estado de Yucatán, México.
Chichén Itzá era um polo urbano importante dos maias na planície norte no início (600-900) e no final (cerca 800-900) do período clássico e também no início do período pós-clássico (cerca de 900-1200). O local exibe vários estilos arquitetônicos, reminiscentes dos estilos vistos no México central. Acreditava-se que a presença de estilos desta região era sinal da migração direta ou mesmo da conquista do México central, mas a maioria de interpretações contemporâneas veem a presença destes estilos não maias mais como o resultado da difusão cultural.
A cidade era um dos maiores centros urbanos dos maias e provavelmente foi uma das grandes cidades míticas, ou Tollans, referidas na literatura mesoamericana. Chichén Itzá pode ter tido a população mais diversa no mundo maia, um fator que poderia ter contribuído à variedade de estilos arquitetônicos encontrados no local.
As ruínas de Chichén Itzá são de propriedade federal e a administração do local é mantida pelo Instituto Nacional de Antropologia e História do México. A terra sob os monumentos era de propriedade privada até 29 de março de 2010, quando foi comprada pelo estado de Yucatán. Chichén Itzá é um dos sítios arqueológicos mais visitados no México; cerca de 1,4 milhões de turistas visitam as ruínas a cada ano.

## Localização e composição

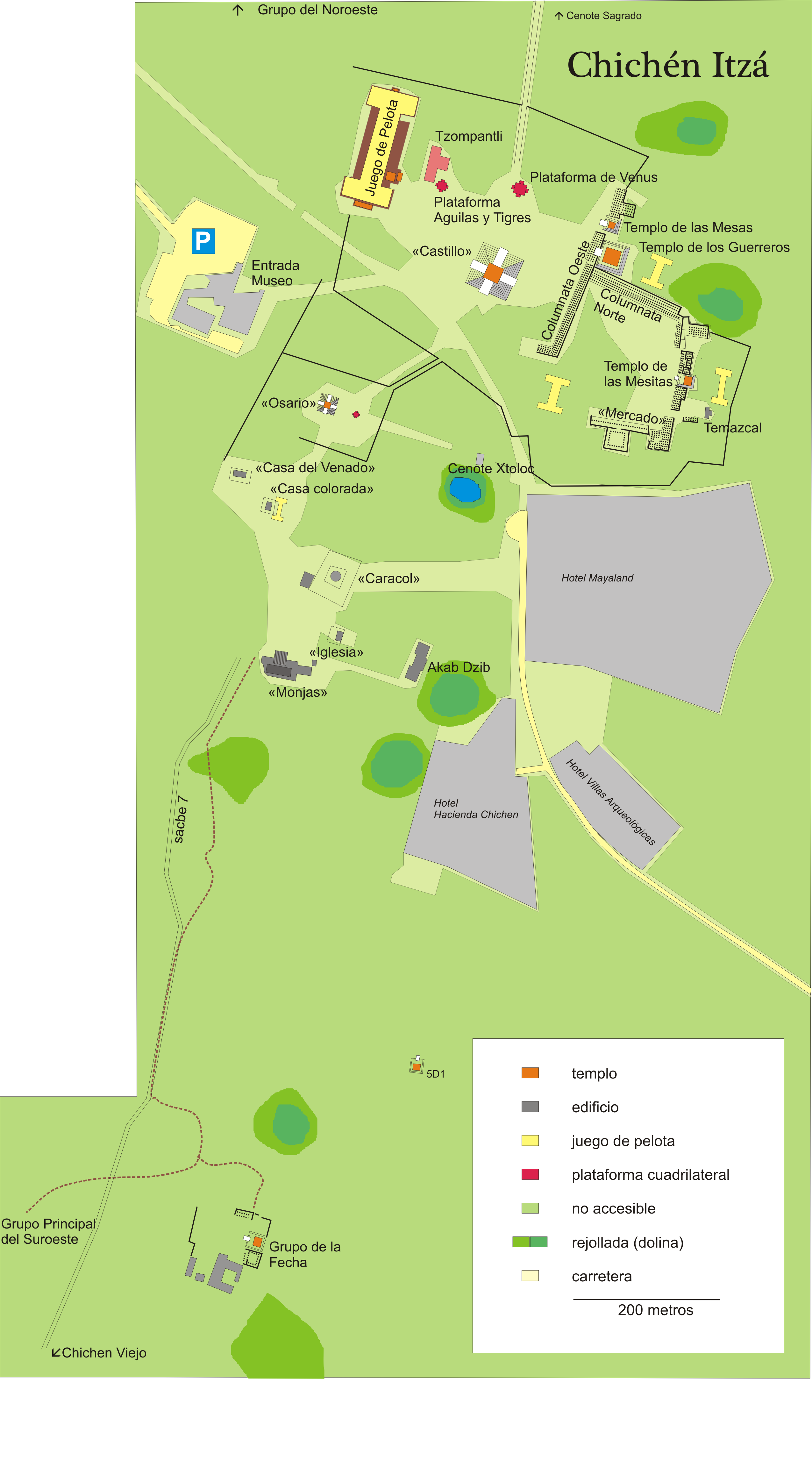
Mapa do sítio arqueológico.

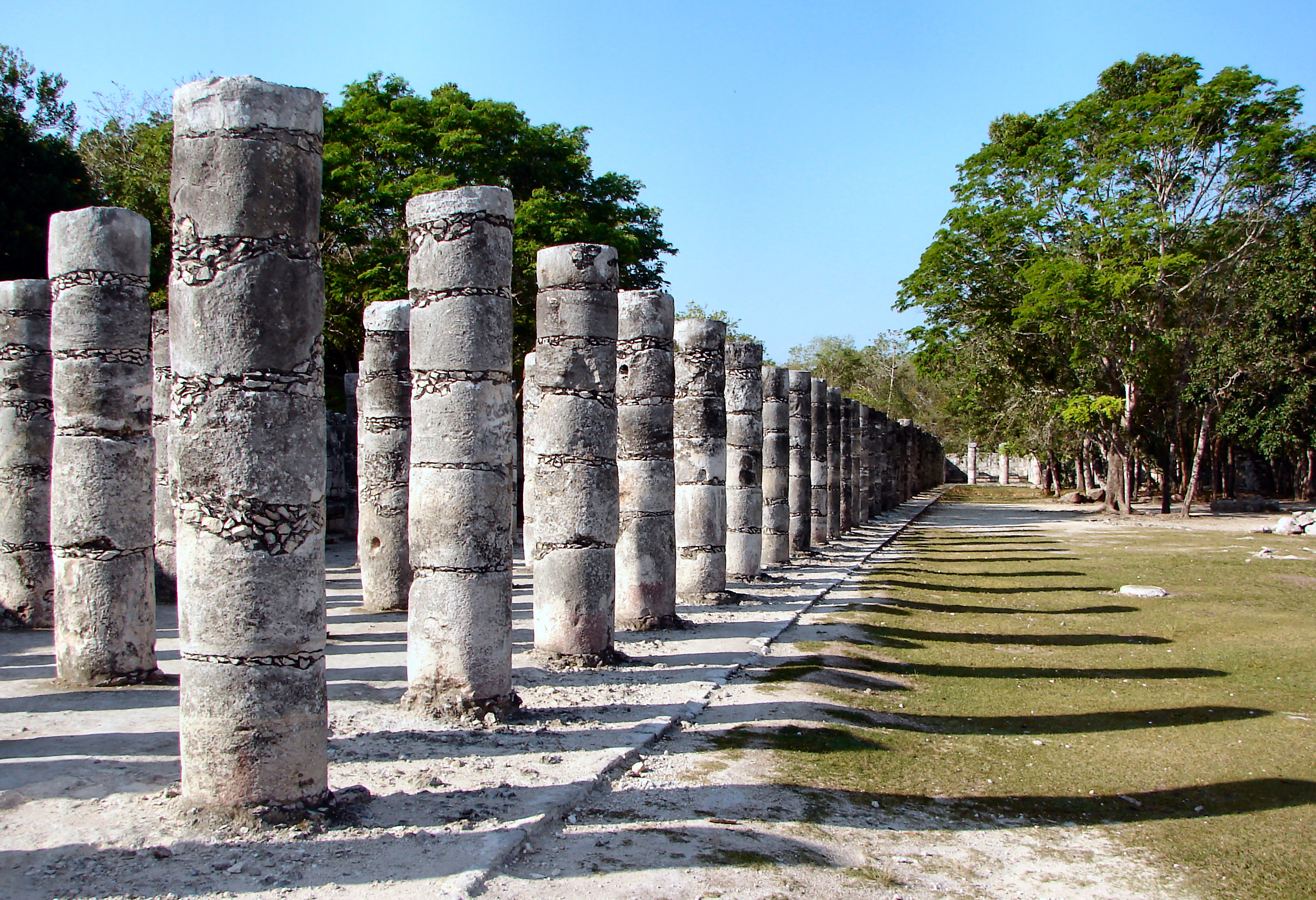
Colunas do Templo dos Mil Guerreiros

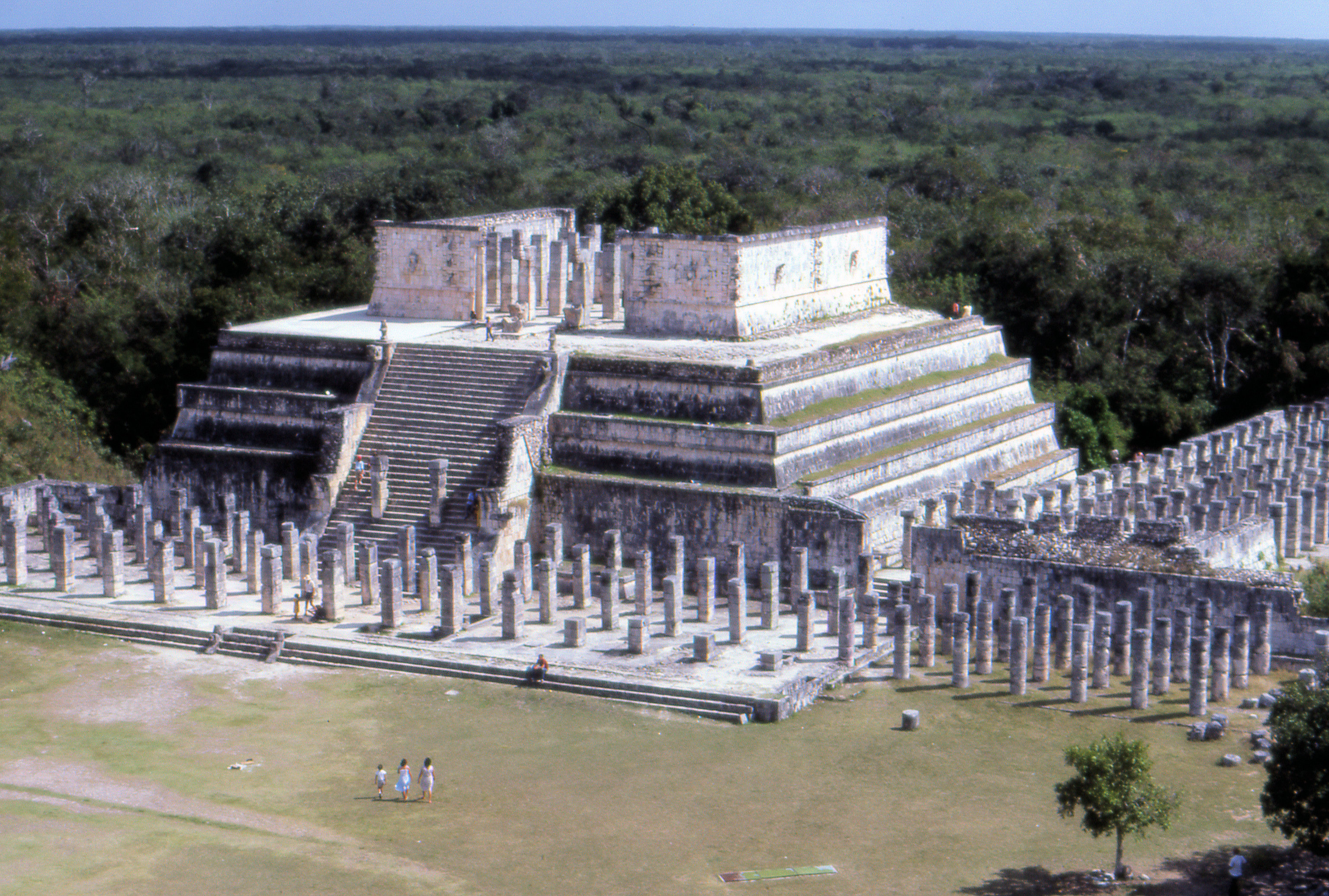
Templo dos Guerreiros

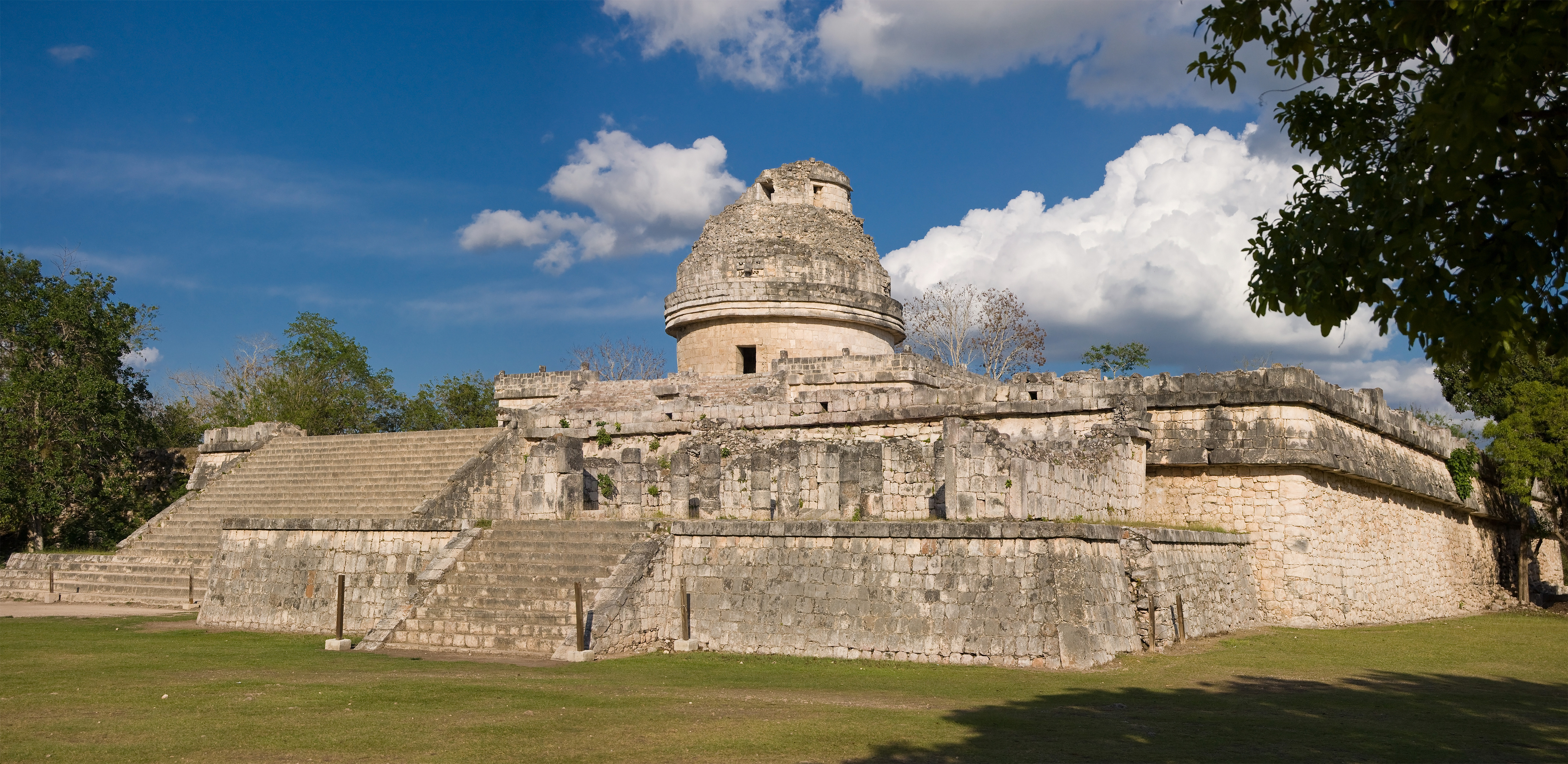
Templo observatório "El Caracol"

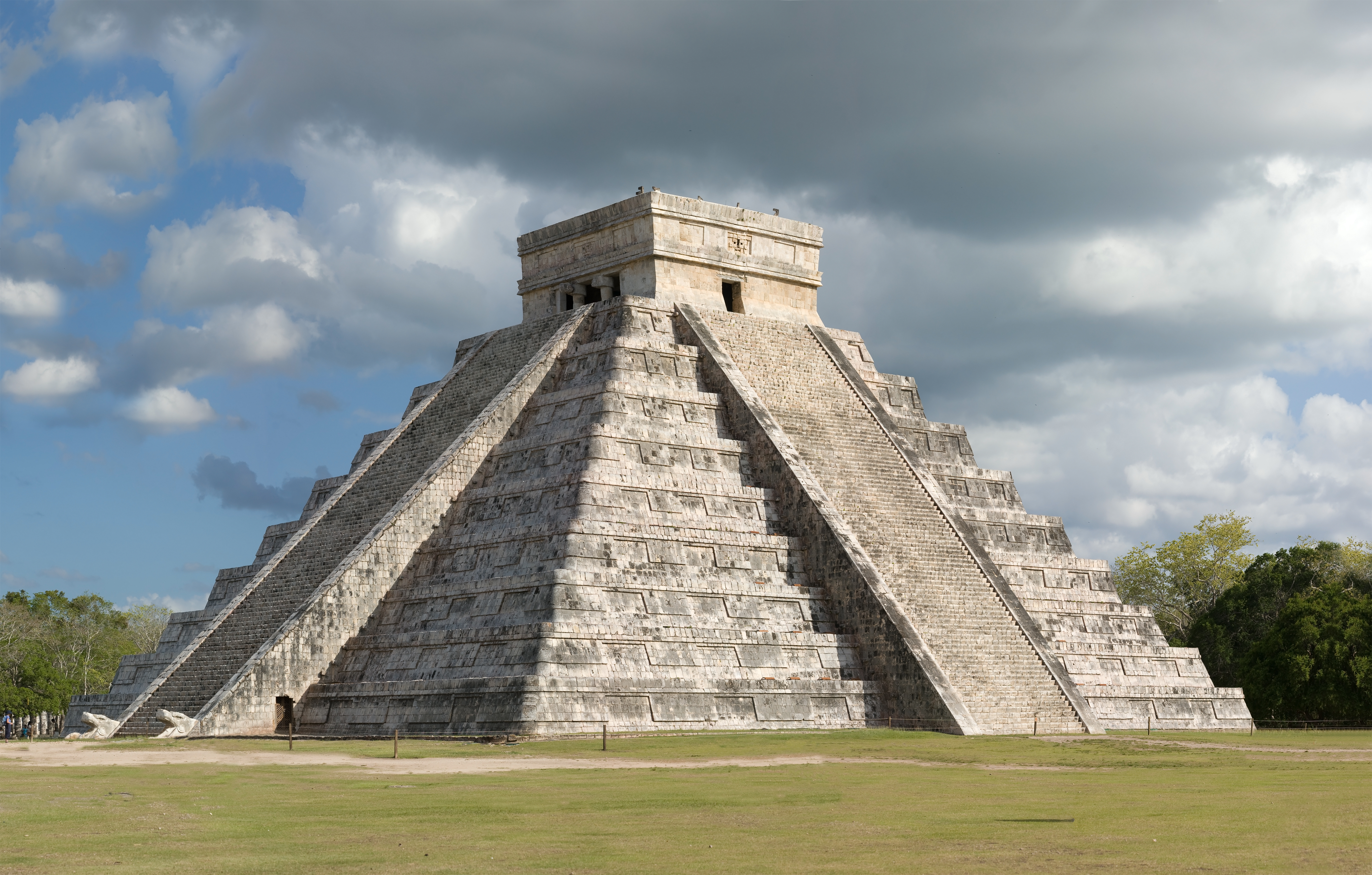
Templo de Kukulcán.

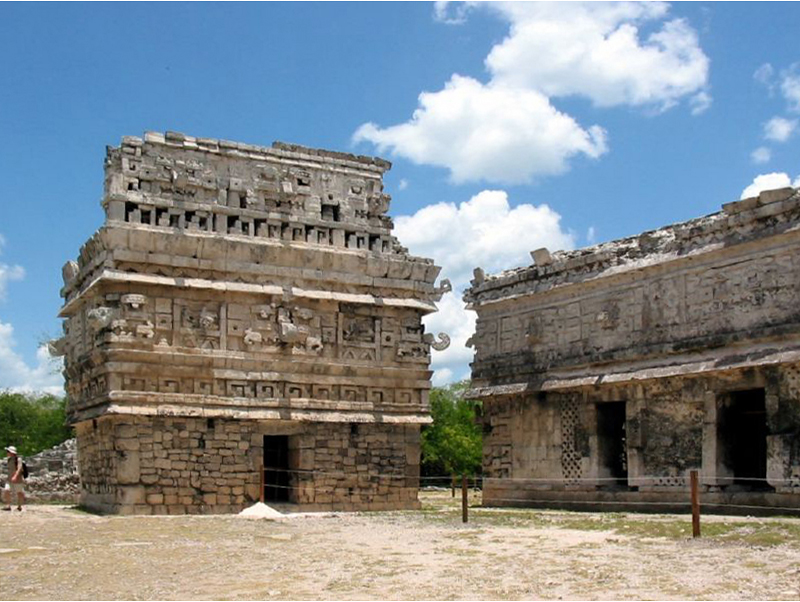
"La Iglesia"

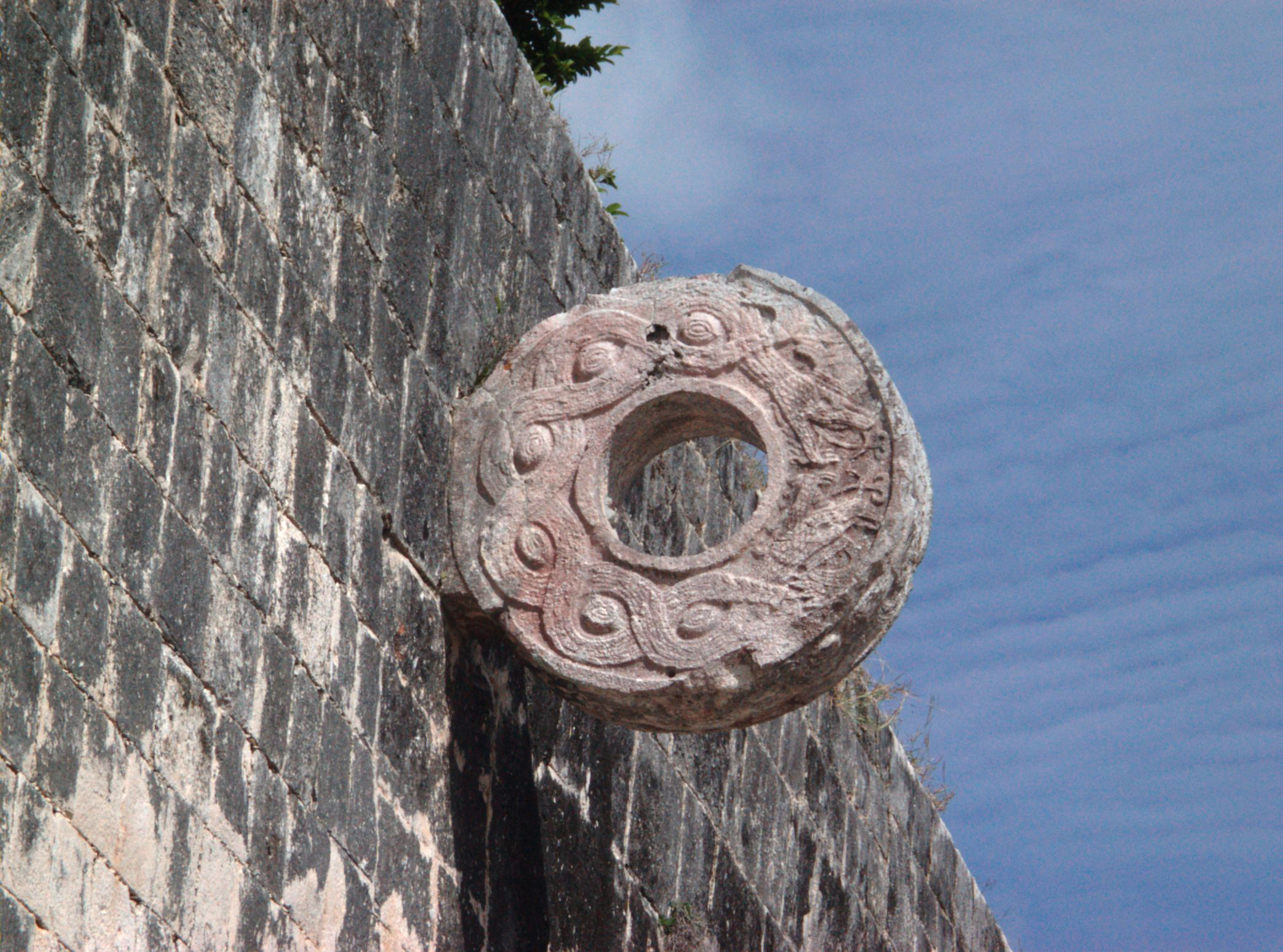
Um aro de campo de jogo de bola mesoamericano

Chichén Itzá está localizada no leste do estado de Yucatán, distante aproximadamente 80 km da costa caribenha. A cidade é composta por diversas sacbeobs (estradas elevadas) espalhadas por seus 15 km². Ainda nessa paisagem é possível observar um terreno pouco acidentado, graças a nivelação feita em sua composição original. O local também é cercado por diversas fontes e pequenos rios.

## História
A cidade de Chichén Itzá foi abandonada em 670 d.C. e reconstruída 300 anos mais tarde, quando se tornou o centro da cultura maia e a cidade mais importante do nordeste de Yucátan.

### Ascensão
A ascensão de Chichén Itzá está relacionada ao declínio de outros centros regionais das planícies do sul de Iucatã, como, por exemplo, Tikal. Frente a essa instabilidade sócio-política na região estava aberta a porta para a ascensão de uma nova região. Chichen Itzá teve ainda em seu favor, era o centro das rotas de comércio e intercâmbio de mercadorias daqueles grupos de mercadores da Costa do Golfo. Por último, quando a região foi toma pelos Itza, povo de forte tradição militar, fora possível estabelecer uma rígida e eficiente rede de tributação, elemento que canalizava uma grande quantia de riqueza para a região, facilitando assim sua expansão e ascensão.
Durante a era de ouro de Chichén Itzá, a cidade experimentou um período de forte crescimento econômico e tornou-se o centro financeiro de Iucatã. As rotas de comércio possibilitaram a obtenção de ouro e outros recursos minerais para a região.

### Declínio
Segundo o livro "The Book of Chilam Balam of Chumayel", Chichén Itzá foi conquistada pelos exércitos de Hunac Ceel, governador de Mayapan (capital do império Maia). Essa conquista teria ocorrido por volta do século XIII. Conta a história que Hunac Ceel previu todas suas conquistas, pois, em um dia dos dias do sacrifício, momento em que os indivíduos eram jogados no Cenote Sagrado e caso sobrevivessem seriam considerados sagrados, que não restou nenhum sobrevivente, Hunac resolveu se jogar no Cenote, tendo assim sobrevivido à queda. Hunac teria nesse momento profetizado todas suas conquistas.
Alguns arqueólogos entendem que Chichén Itzá foi saqueada e pilhada levando o local ao declínio, todavia, esse declínio não teria acontecido devido às investidas dos Mayapan. Estudos apontam que Chichén Itzá teve seu declínio em 1250, data anterior à ascensão de Mayapan.
A questão está envolvida em um grande enigma arqueológico até aos dias atuais. Após o período de ouro, acredita-se que Chichén Itzá entrou em declínio, mas alguns estudiosos sugerem que a região não foi completamente abanonada, já que os cenotes foram usados como local de peregrinação durante o extermínio do povo maia.

## Arquitetura
Algumas fontes etnográficas afirmam que em 987 d.C. um rei tolteca de nome Topiltzin Ce Acatl Quetzalcoatl dominou esta região com o apoio de algumas tropas maias e fez de Chichén Itzá a capital, juntamente com Tula Xicocotitlan. A partir de então houve uma aglutinação entre os estilos arquitetônicos do povo maia e dos toltecas. A arte e a arquitetura desse período mostra uma mistura interessante de Maia e estilos tolteca.
A arquitetura de estilo Puuc pode ser vista tanto na Zona Antiga de Chichén, quanto nas estruturas mais antigas do grupo Nunnery assim como na estrutura de Akab Dzib. O estilo Puuc possui como uma de suas características grandes mosaícos nas fachadas superiores de suas estruturas. Todavia, o estilo Puuc em Chichén se diferencia um pouco do estilo original, pois, no lugar de fazer uso das paredes em verniz, sendo as construções feitas com grandes blocos de alvenaria.
Também é possível encontrar em Chichén, em específico no setor de Las Monjas, uma estrutura que apresenta uma fachada ornamentada com sua entrada oculta entre essa arquitetura, exemplo típico da arquitetura típica Chenes, estilo esse normalmente encontrado na região norte do estado de Campeche.
Estruturas esculpidas com hieróglifos podem ser encontradas por toda Chichén, mas o setor de Las Monjas é aquele com a maior concentração dessas estruturas.

## El Castillo (Templo de Kukulcán)
O templo de Kukulcán se encontra no centro de Chichén Itzá. O templo possui uma altura de 30 metros, sendo 26 metros de plataformas somadas aos 4 metros do templo que se encontra no topo. O templo é composto por diversas plataformas quadradas, empilhadas uma a uma. Cada lado de pirâmide possui uma escadaria que leva até o templo localizado em seu topo, sendo que cada uma desses escadarias possui 91 degraus. Logo na entrada no templo temos um único degrau, contabilizando no total 365 degraus, representando assim os 365 dias do calendário maia.
O fenômeno mais importante que envolve o monumento de El Castillo é altamente controvertido. Todo ano centenas de turistas vão até Chichén Itzá, principalmente na época dos equinócios. Na lateral de suas escadarias, El Castillo possui diversos detalhes triangulares que quando refletidos pela luz do sol em momentos específicos do ano aclaram o desenho de uma serpente. Enquanto alguns entendem que esse fenômeno representa a comemoração de uma nova estação, outros entendem que esse fenômeno fora planejado mas que não simboliza a comemoração de uma data em específico mas apenas um apetrecho arquitetônico. Por último, ainda existem àqueles que entendem que o fenômeno é mera obra do acaso.

## Turismo
Chichén Itzá é um dos sítios arqueológicos mais visitados do México. Foi estimado que só no ano de 2007 o local recebeu cerca de 1.2 milhões de visitantes.
Essa popularidade muito se deu graças a sua eleição como uma das Novas Sete Maravilhas do Mundo. Esse título foi abraçado pelo governo e pelas agências de turismo locais, resultando em uma grande quantidade de publicidade para impulsionar o turismo local. O local tem como parte de seus visitantes comun aqueles hospedados nos resorts de Cancún.
O aumento do turismo na região trouxe a tona um antigo debate sobre a região, a definição de propriedade sobre o local. Em 2010 o estado de Yucatán resolveu comprar o terreno, onde se encontram os monumentos mais famosos, do antigo dono Hans Juergen Thies Barbachano.

## As Novas Sete Maravilhas do Mundo
Chichén Itzá foi eleito em Lisboa, no dia 7 de Julho de 2007, pelos organizadores da campanha New7Wonders, uma das Novas Sete Maravilhas do Mundo. A campanha não foi oficializada pela UNESCO, mas o Chichén Itzá pode ser considerado uma das novas maravilhas do mundo. Em 2001 fora criada a New Open World Foundation, organização que gerou uma lista com mais de cem indicações, dentre elas Chichén Itza. Essa primeira lista foi analisada por vários especialistas e em 2005 fora comunicado ao público que Chichén Itza estava entre os 21 indicados para compor a lista das "Novas Sete Maravilhas do Mundo".
A votação foi feita pelo público em geral, tendo as pessoas participado tanto por celular como internet. Nesse período de votação houve uma mobilização muito grande por parte do governo e de empresas mexicanas para que Chichén viesse a ser eleita como uma das Novas Sete Maravilhas. O setor de turismo aplicou quase meio milhão de dólares em propaganda para impulsionar a candidatura de Chichén. A Telmex (Empresa de telefonia mexicana) e a Pelmex (Empresa petroleira) também foram grandes apoiadoras dessa campanha. Um exemplo interessante dessa campanha foi a estratégia utilizada pela empresa regional da Coca-Cola, a qual imprimiu em suas latinhas a frase "Vota por Chichén Itzá".